# MG-34
MG-34 (нім. Maschinengewehr 34) — німецький універсальний кулемет часів другої світової війни.

## Історія
Кулемет MG-34 був розроблений німецькою компанією Rheinmetall AG на замовлення Вермахту. Розробкою кулемета керував Луїс Штанге, однак при створенні кулемета використовувалися напрацювання не тільки компанії Rheinmetall та її дочірніх компаній, але й інших фірм, таких як Маузер-Верке, наприклад. Кулемет був офіційно прийнятий на озброєння вермахту 1934 року й аж до 1942 року офіційно був основним кулеметом не тільки піхоти, але і танкових військ Німеччини. У 1942 році замість MG-34 на озброєння був прийнятий більш досконалий кулемет MG-42, однак виробництво MG-34 не припинилося аж до кінця Другої світової війни, оскільки він продовжував використовуватися в ролі танкового кулемета через більшу пристосованість до цього в порівнянні з MG-42.
MG-34, в першу чергу, гідний згадки як перший єдиний кулемет, прийнятий на озброєння. У ньому втілилася вироблена вермахтом на досвіді Першої світової війни концепція універсального кулемета, здатного виконувати роль як легкого ручного кулемета, використовуваного з сошок, так і станкового, використовуваного з піхотного або зенітного станка, а також танкового, використовуваного в спарених і окремих установках танків і бойових машин. Подібна уніфікація спрощувала постачання і навчання військ, забезпечувала високу тактичну гнучкість.

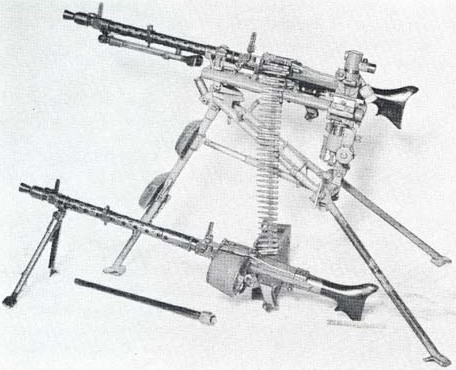
MG-34 — концепція універсального кулемета

## Будова
Кулемет MG-34 побудований на основі автоматики з коротким ходом ствола. Замикання ствола здійснюється затвором з обертовою бойовою личинкою, на якій виконані бойові упори у вигляді сегментів гвинтової різьби. Замикання здійснюється за спеціальну муфту, жорстко зафіксовану на казенній частині ствола. Обертання бойової личинки затвора здійснюється при взаємодії розташованих на ній роликів з фігурними пазами на внутрішніх стінках ствольної коробки. Осі роликів розташовані перпендикулярно осі затвора, на його протилежних сторонах. Крім управління замиканням і відмиканням, ці ж ролики служать і прискорювачами затвора, взаємодіючи після його відмикання зі спеціальними фігурними скосами на ствольній муфті. Для підвищення надійності роботи автоматики кулемет має дуловий підсилювач відкоту, що використовує тиск порохових газів на дуловий зріз ствола для надання йому додаткового прискорення при відкоті.
Цей же дуловий підсилювач одночасно служить і полум'ягасником. Кожух ствола циліндричний, з круглими вентиляційними отворами. У танкового варіанту MG-34 кожух ствола суцільний, посилений. Ствольна коробка циліндричної форми, фрезерована, з'єднувалася з кожухом ствола поздовжньою віссю на правому боці і засувкою на лівому. Ствольна коробка може відкидатися вгору і вправо щодо кожуха ствола, відкриваючи казенну частину ствола. Таким чином, зміна ствола здійснювалася за лічені секунди, проте кулеметнику потрібний теплозахист для вилучення гарячого ствола, бо він не мав будь-яких ручок, тому в комплект кулемета обов'язково входила азбестова рукавиця. Гарячий ствол просто витягувався з кожуха, на його місце ставився холодний, після чого ствольна коробка поверталася у вихідну позицію. MG-34 міг живитися від кулеметних стрічок на 50 і 250 патронів з коробок. При нападі використовувалися магазини, в які були укладені стрічки на 50 патронів, або до верху патроноприймача пристібалися «подвійні» магазини на 75 набоїв. Кулемет, що використовує магазини на 75 набоїв, не міг використовувати стрічкове живлення без модифікації.

## Модифікації

### MG-34/41
MG-34/41 з'явився в результаті осмислення досвіду перших реальних боїв початку Другої світової війни, коли з'ясувалося, що збільшення темпу вогню веде до більшого розсіювання за площею. Темп вогню MG-34/41 був збільшений до 1200 пострілів на хвилину (у MG-34 темп вогню був 800—900 пострілів). Вага MG-34/41 трохи збільшилась (14 кг) у порівнянні з оригіналом (12,1 кг). Був проведений обмежений випуск цієї модифікації, 300 примірників кулемета вирушили на Східний фронт.
На польових випробуваннях MG-34/41 показав себе гірше, ніж MG-39/41, який пізніше отримав позначення MG-42.

### MG-34T
Модифікація для встановлення на танки, головною відмінністю якої був важчий кожух ствола без вентиляційних отворів.

### MG-81
MG 81 — авіаційний кулемет калібру 7,92 мм. Розроблений фірмою Маузер на базі піхотного кулемета MG-34 у 1939 році. Розробка була спрямована на зменшення вартості виробництва і можливості використання на літаках як оборонного озброєння, змонтованого на рухомому станку.
Для цих цілей в конструкцію були внесені зміни, що дозволяють подавати стрічку з будь-якого боку. Так само існувала модифікація MG-81Z, що складається з двох кулеметів з об'єднаним спуском (індекс Z походить від німецького zwilling, подвійний).